# 5 км (колійний пост, Одеська залізниця)
5 кілометр — колійний пост Одеської дирекції Одеської залізниці на лінії Чорноморська — Берегова між станціями Чорноморська (5 км) та Берегова (32 км).
Розташований за розвилкою на Кремидівку в селі Великі Ламзаки Лиманського району Одеської області.
На лінії Чорноморська — Берегова пасажирське сполучення не здійснюється.